# Griechische Spitzkopfeidechse
Die Griechische Spitzkopfeidechse (Hellenolacerta graeca) gehört zu einer Art innerhalb der Familie der Echten Eidechsen. Die Gattung Hellenolacerta ist monotypisch.

## Merkmale

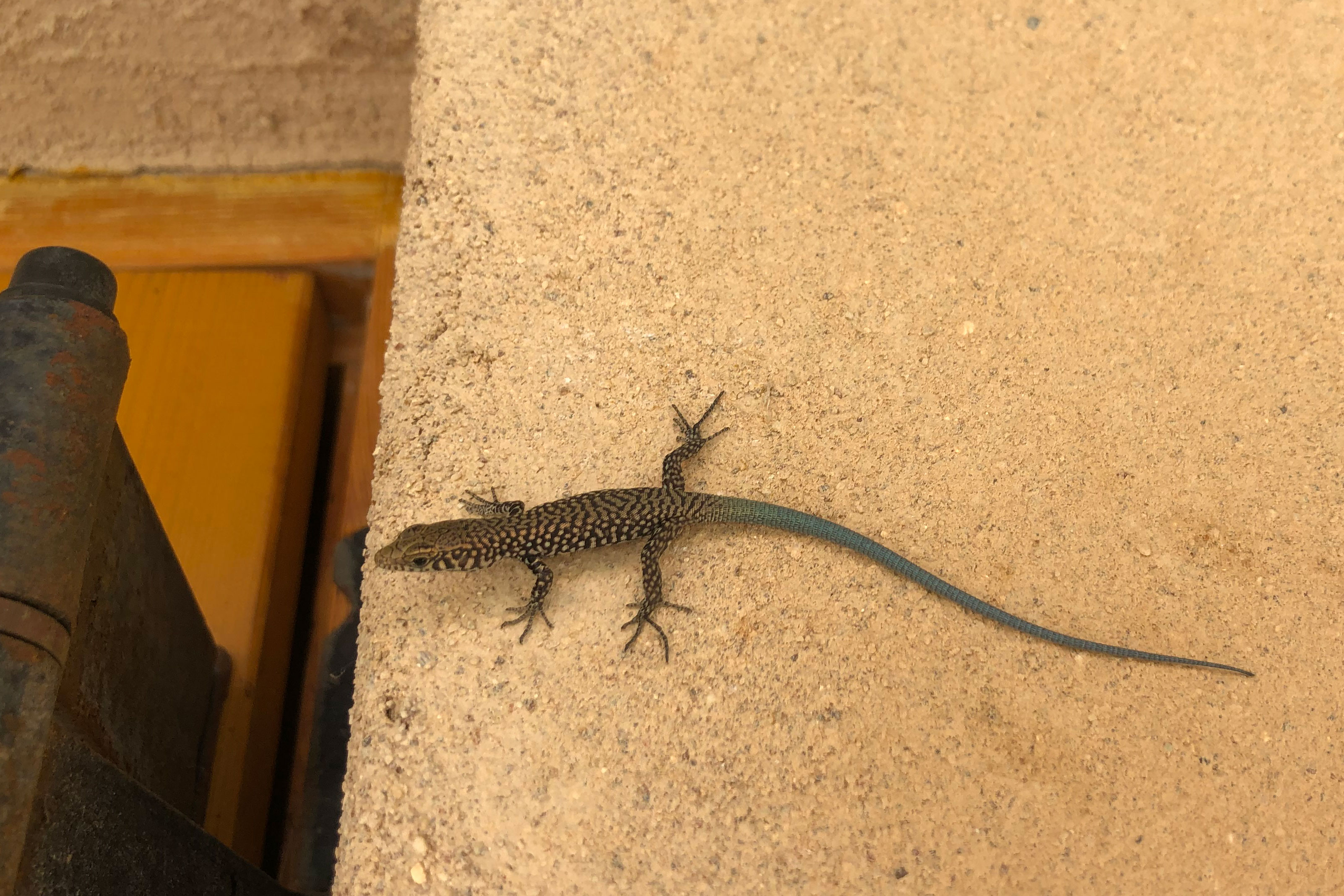
Jungtier der Griechischen Spitzkopfeidechse

Ausgewachsene Exemplare erreichen Gesamtlängen von bis zu 260 mm. Etwa 2/3 hiervon entfallen auf den Schwanz. Der insgesamt schlanke Körperbau wird durch die gestreckte, spitze Schnauze und den langen Hals noch hervorgehoben und macht die flinke Eidechse innerhalb ihres Verbreitungsgebietes unverwechselbar. Die Oberfläche der kleinen, glatten Körperschuppen reflektiert im Licht mit einem fettigen Glanz. Männchen unterscheiden sich durch die leuchtend gelbe oder orange Unterseite von den Weibchen. Jungtiere fallen durch eine blaugrün schimmernde Schwanzfärbung auf.

## Lebensweise
Die Griechische Spitzkopfeidechse ist tagaktiv. Vielerorts hat sie sich an Menschen gewöhnt und verhält sich hier nur wenig scheu. Sie führt eine vorwiegend kletternde Lebensweise an zum Teil senkrechten Felswänden, wo sie sich von Insekten und Spinnentieren erhnährt.

## Verbreitung
Die Art ist Endemisch auf der Peloponnes-Halbinsel in Griechenland.

## Lebensraum
Es werden vorwiegend Schluchten und ähnlich felsiges Gelände bewohnt, gerne in unmittelbarer Umgebung von Fließgewässern (Bächen, Quellen, …). Auf der Mani im Süden des Peloponnes ausnahmsweise auch in Küstennähe, an Felswänden, Ruinen und dergleichen.